# شانی (نوشیدنی)
شانی نوشابه تولیدی شرکت پپسی می‌باشد که فقط در بازار خارج از ایالات متحده آمریکا به‌ویژه خاورمیانه پخش میشود.